# Kocsola
Kocsola is een plaats (község) en gemeente in het Hongaarse comitaat Tolna. Kocsola telt 1434 inwoners (2001).